# Synagoga Flamandzka w Gibraltarze
Synagoga Flamandzka w Gibraltarze (hiszp. La Esnoga Flamenca) – synagoga znajdująca się w Gibraltarze przy 65 Line Wall Road.
Synagoga została zbudowana w 1799 roku i umiejscowiono ją w ogrodzie. W 1913 strawił ją pożar, lecz została odbudowana. Jedyną pozostałością po ogrodzie jest pojedyncza palma rosnąca na dziedzińcu synagogi.